# Norton International-serie
De Norton International-serie is een serie sportieve motorfietsen (fabrieksracers, productieracers, clubmanracers en sportmotoren) die het Britse merk Norton produceerde van 1931 tot 1939 en van 1947 tot 1958.
Ze waren vooral succesvol in wegraces in de jaren dertig met zeven overwinningen in de Junior TT, zeven overwinningen in de Senior TT en acht Europese titels. Bovendien vormden de machines de basis voor de ook succesvolle Norton Manx-serie van na de Tweede Wereldoorlog.

## Voorgeschiedenis
Norton had de - zeker in Britse ogen - eerste echt belangrijke motorrace in de geschiedenis gewonnen: de Isle of Man TT van 1907. Rem Fowler won daar met een Norton-Peugeot de Twin Cylinder TT. Daarna bleven racesuccessen echter lange tijd uit. Dan "Wizard" O'Donovan, een zwager van directeur Bob Shelley, had in 1914 nog wel het Model 7 "Brooklands Special" ontwikkeld, maar daar werden voornamelijk snelheidsrecords mee gereden. Pas met de komst van het Norton Model 18 in 1921 had Norton een stoterstangen-kopklepmotor die in echte races de strijd met andere merken aankon. In 1924 won Alec Bennett daar de Senior TT mee en in 1926 Stanley Woods. George Tucker won de Sidecar TT van 1924, maar in het Europees kampioenschap kon Norton nog steeds niet opboksen tegen de Britse en Italiaanse concurrentie.

## 1927-1939: Norton CS1 en CJ1

### 1927-1930: Norton CS1
Walter Moore, hoofd van de ontwikkelings- en raceafdeling van Norton, bouwde voor het seizoen 1927 een nieuwe 500cc-racer, die Norton CS1 werd gedoopt. De letters stonden voor "Camshaft" (vanwege de bovenliggende nokkenas) en "Senior", vanwege de inzet in de 500cc-Senior TT. Deze machine moest de Model 18 racer met zijn stoterstangen-kopklepmotor vervangen.

#### Motor
Hoewel de boring (79 mm) en de slag (100 mm) nog gelijk waren aan die van het Model 18, was de motor verder helemaal anders opgebouwd. Het meest opvallend was de bovenliggende nokkenas, die bovendien door een koningsas werd aangedreven. Er kwam een gewijzigd smeersysteem. Moore noemde het "lubrication of the constant circulation Semi Dry Sump type", een dry-sumpsysteem met constante circulatie. Er was een enkele toevoer/terugvoerpomp gemonteerd die aan de rechterkant van het blok door de krukas werd aangedreven. Bij andere typen zat de pomp op de aandrijving van de dynamo, aangedreven door de uitlaatnokkenas, maar die nokkenas was er niet meer. De brandstoftoevoer werd verzorgd door een enkele Amal TT-carburateur en de ontsteking door een Lucas-racemagneet die achter de cilinder zat, aangedreven vanaf de primaire transmissie.

#### Transmissie
Op de linkerkant van de krukas zat het voortandwiel van de primaire ketting. Die dreef de meervoudige droge plaatkoppeling en de close ratio-vierversnellingsbak aan. Het achterwiel werd aangedreven door een ketting.

#### Rijwielgedeelte
Walter Moore verving het brugframe van het Model 18 door een nieuw semi-dubbel wiegframe met een enkele buis van het balhoofd naar de onderkant van het motorblok, waar het zich in twee dicht bij elkaar liggende buizen splitste. Dit frame kreeg de bijnaam "Garden gate" (tuinpoort). Voor zat een girdervork met een centrale veer en twee hulpveertjes met een frictiedemper en een André-stuurdemper, achtervering was er niet. Voor en achter zaten trommelremmen. De CS1 was de eerste Norton met een zadeltank.

#### Racesuccessen
Tijdens de Senior TT van 1927 stuurde Norton haar fabrieksrijders Alec Bennett, Joe Craig en Stanley Woods. Bennett won de race, nadat Woods een ronderecord (70,9 mph) had gereden, maar hij viel uit door een slippende koppeling. Craig viel in de laatste ronde ook uit. Norton stuurde een nog groter team naar de Senior TT van 1928, maar de prestaties vielen erg tegen: Stanley Woods werd vierde, Ted Mellors vijfde en Alec Bennett, Joe Craig en Jimmie Guthrie vielen uit. In de Senior TT van 1929 ging het nog slechter: "Tim" Hunt was de enige Norton-rijder die de finish haalde, maar hij werd slechts vierde. Hunt werd in L'Ametlla del Vallès (Spanje) wel Europees kampioen. In de Senior TT van 1930 finishte Jimmie Simpson als enige Norton-rijder op de derde plaats. Hunts en Woods vielen uit.

### 1928-1930: Norton CJ1
De Norton CJ1 (Camshaft Junior) was de 350cc-versie van de CS1 en verscheen in 1928. De machine had een boring van 71 mm en een slag van 88 mm, waardoor de cilinderinhoud op 348,4 cc kwam. Het was de eerste 350cc-Norton en had weinig in te brengen tegen de Velocette KSS Mk I, het AJS Model M7 en Rudge Ulster. Het beste resultaat was de zesde plaats van Stanley Woods in de Junior TT van 1930.
Vanaf 1929 waren zowel de CS1 als de CJ1 als productieracer te koop, maar in 1931 werd de machine vervangen door de Norton International.

## Vertrek van Walter Moore
Walter Moore vertrok in 1929 naar NSU, waar hij de NSU SS 500 bouwde, vrijwel identiek aan de Norton CS1. Hij had echter bepaalde patenten op zijn motorblok, waardoor Norton gedwongen was een nieuw blok te ontwikkelen. Coureur Joe Craig volgde Moore op als hoofd van de ontwikkelings- en raceafdeling en onder zijn leiding bouwde Arthur Carroll een nieuwe motor.

## 1931-1939: Norton CS1 en CJ1
Na de ombouw van Moore's CS1 en CJ1 tot Norton International, bleven deze twee typen - althans in naam - gewoon bestaan, maar in een nieuwe rol. Het waren nu tamelijk dure sportmotoren die eventueel als clubmanracer konden worden ingezet. Daarom kregen ze een wat "tammer" International-blok en werden ze straatlegaal gemaakt door de racemagneet te vervangen door een magdyno zodat elektrische verlichting kon worden gemonteerd.

### Afbeeldingen Norton CS1 / CJ1

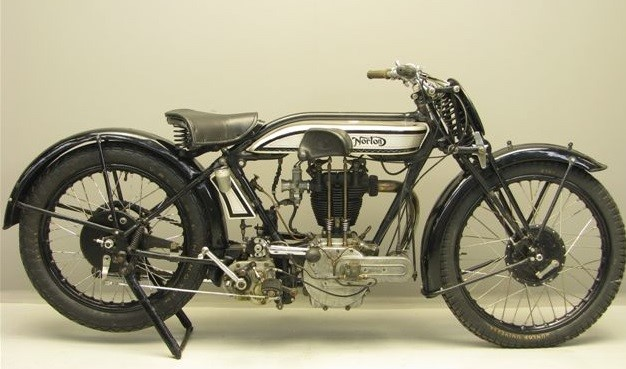
De Model 18 racer had nog een flattank...
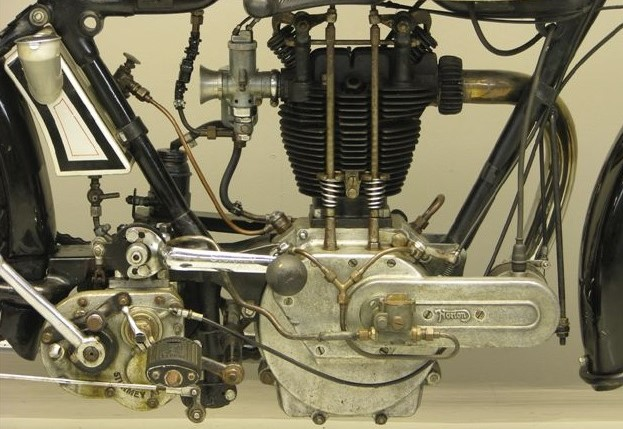
...en een stoterstangen-kopklepmotor. De oliepomp en de ontstekingsmagneet werden nog aangedreven door de voorste (uitlaat) nokkenas.
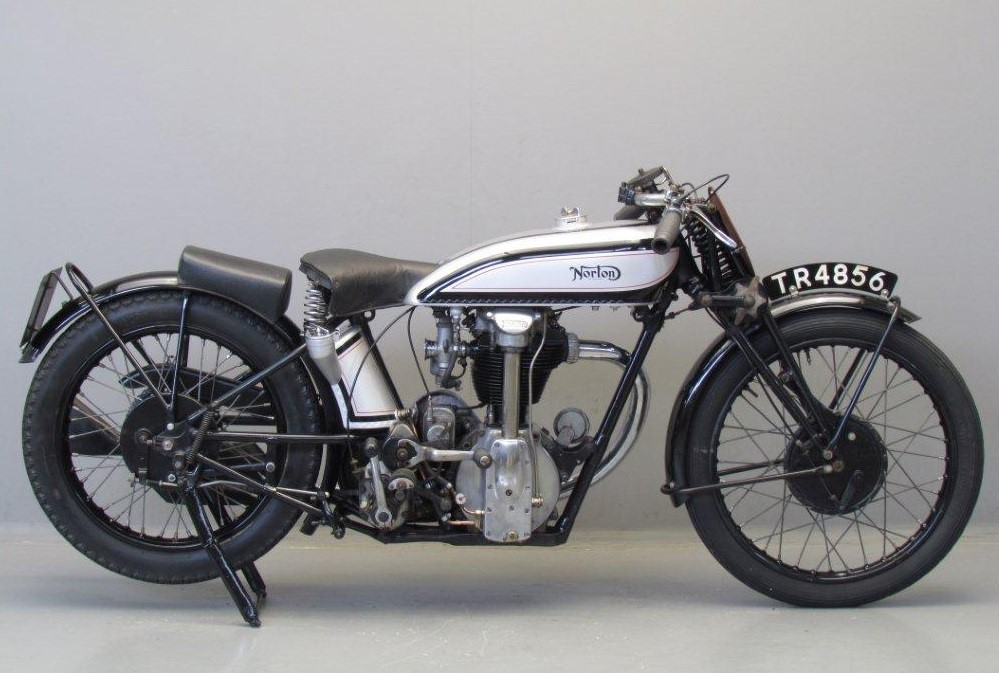
De Norton CS1 kreeg het nieuwe Garden gate frame met zadeltank.
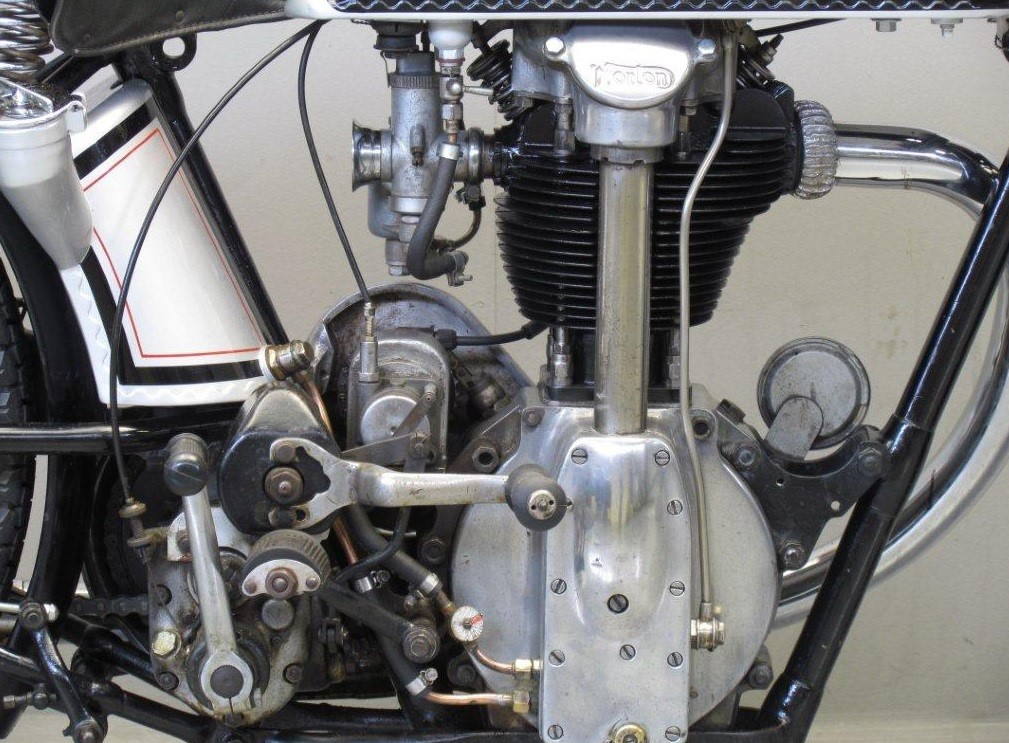
...en een motor met bovenliggende nokkenas, koningsas en aangepast smeersysteem. De bijnaam "Cricket bat" kwam van de vorm van de koningsas en het carter.
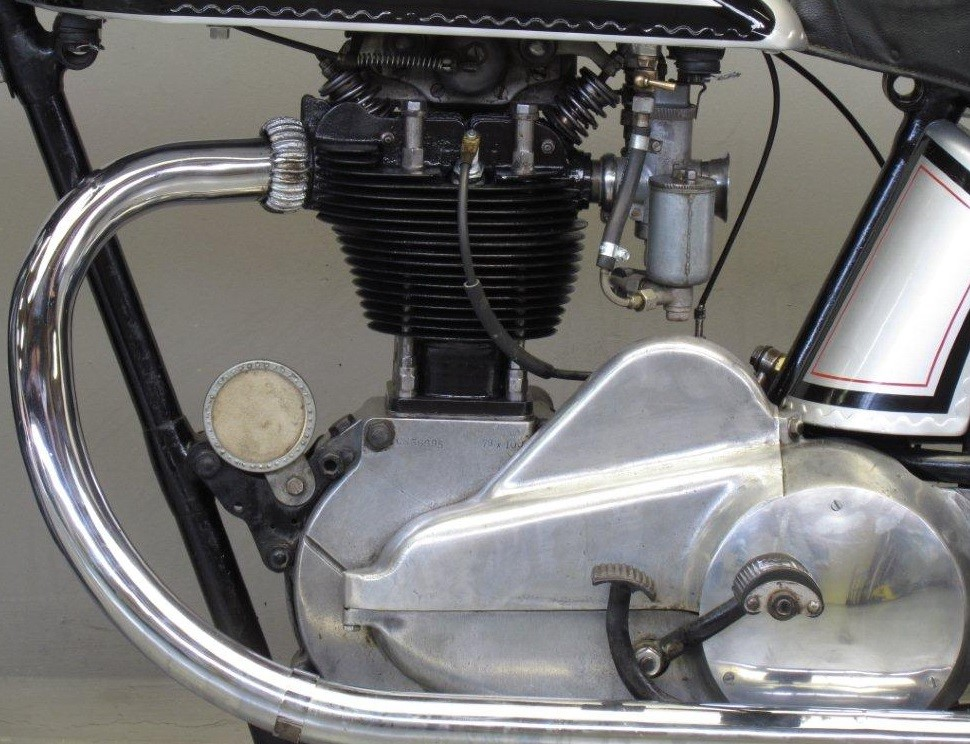
In de "bult" in de primaire kettingkast zit de aandrijving van de ontstekingsmagneet.

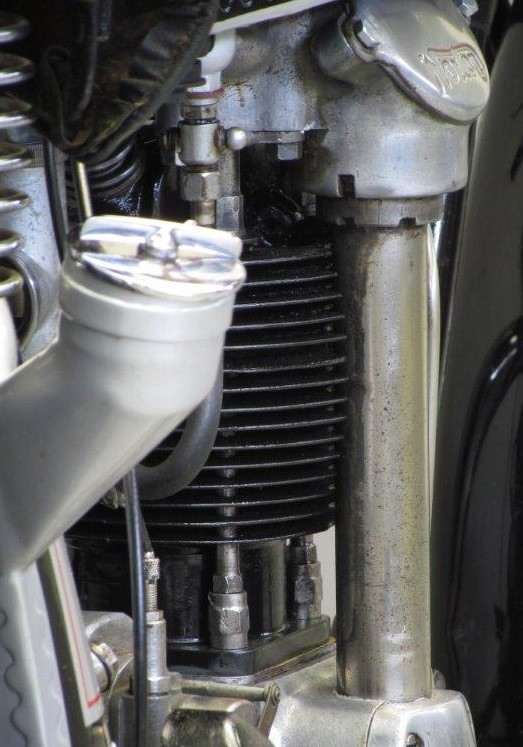
De forse vulopening van de olietank was nodig omdat er tijdens pitstops ook olie bijgevuld moest worden.
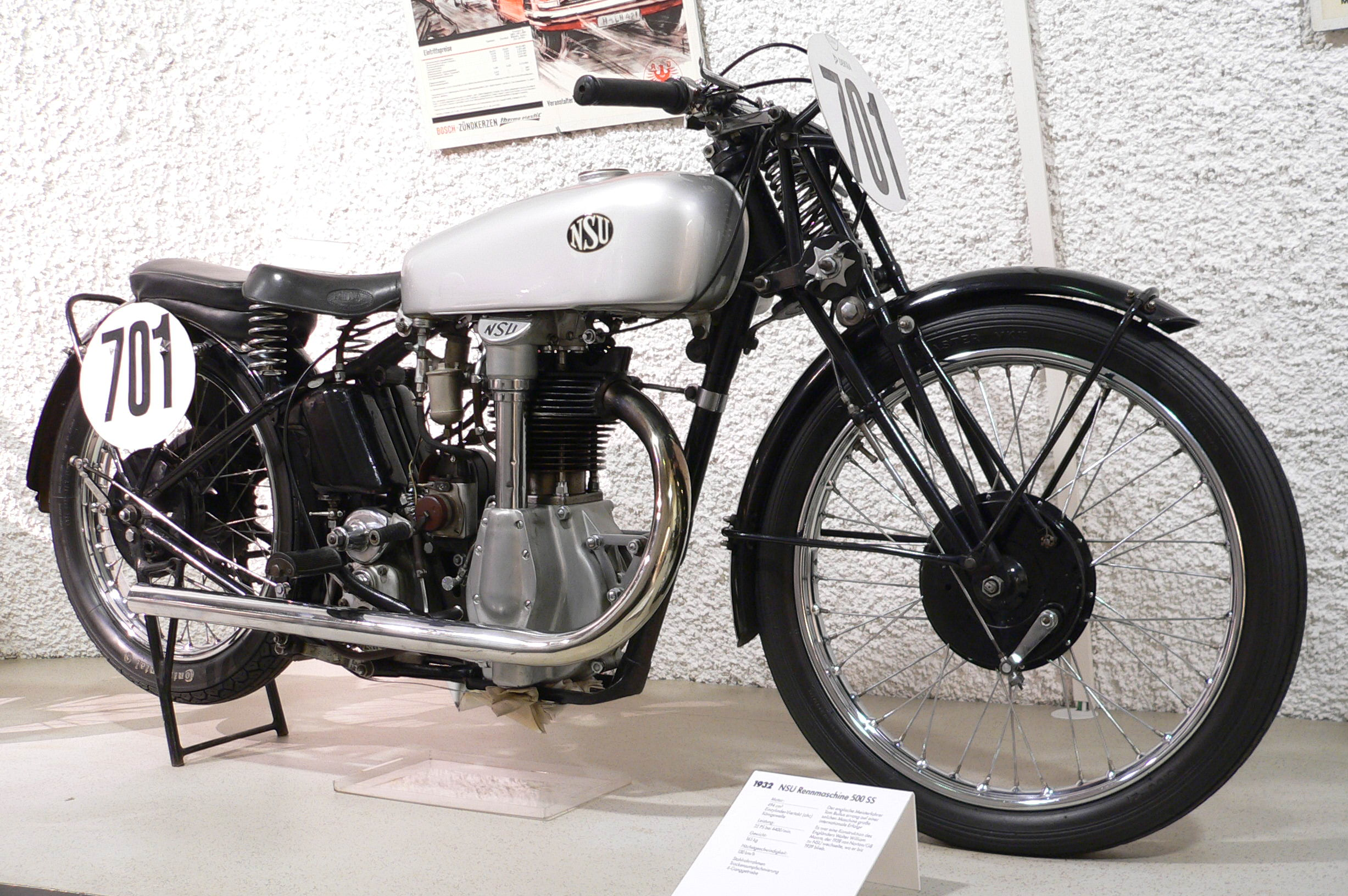
Moore's NSU SS 500 leek wel erg veel op de Norton CS1, inclusief het garden gate frame. De Britten noemden NSU hierna spottend "Norton Spareparts Used".
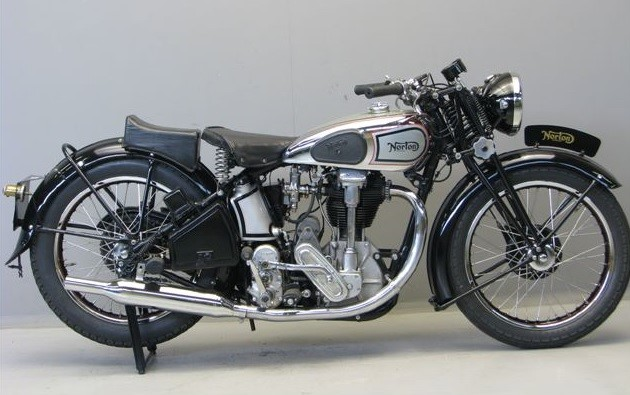
In de jaren dertig werd de CS1 "gedegradeerd" tot sportmotor, straatlegaal met verlichting en kentekenplaat.
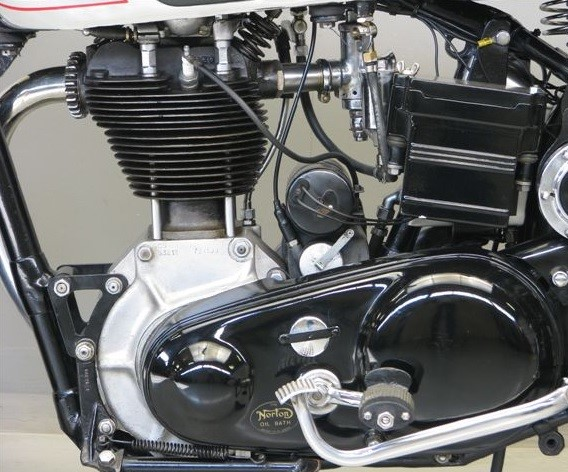
Daarom werden een magdyno en een accu gemonteerd.
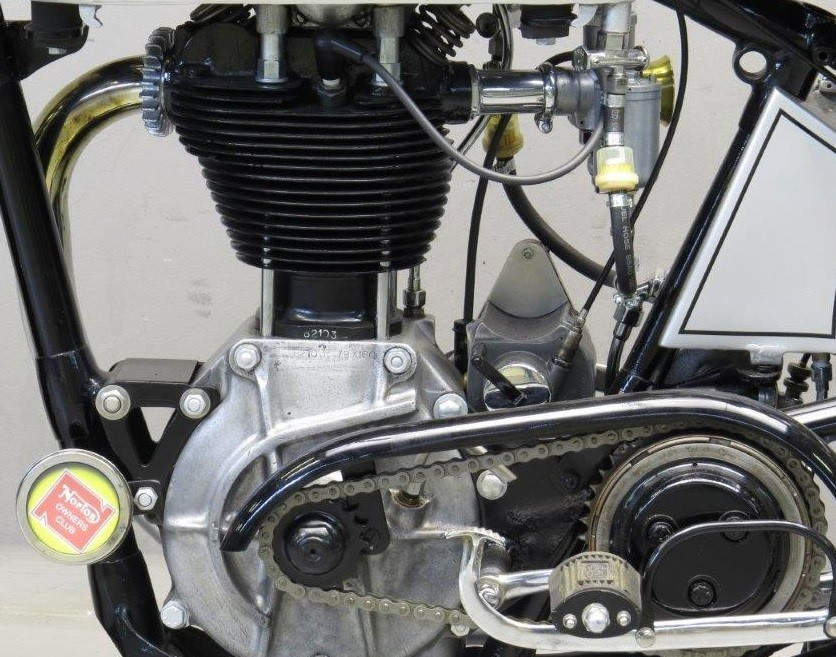
CS1 uit 1937 die weer is teruggebouwd tot racer. Het dynamogedeelte van de magdyno ontbreekt, maar ook de halfronde "wrap around"-olietank.

## 1931-1939: Norton International Model 30
Het 500cc-Norton International Model 30 van Arthur Carroll werd als fabrieksracer ingezet, maar was vanaf het begin ook als productieracer te koop. Het was vrijwel identiek aan de CS1 die Walter Moore ontwikkeld had, met uitzondering van de aandrijving van de ontstekingsmagneet, die nu weer door een kort kettinkje vanaf de rechterkant van de krukas werd aangedreven, weliswaar met tussentandwielen om de draaisnelheid te halveren. De machine leverde wat meer vermogen (29 pk) en was een groot succes. Halverwege de jaren dertig was dit vermogen al gestegen naar 35 à 38 pk. Onzichtbaar was dat de problemen met Moore's smeersysteem opgelost waren. In tegenstelling tot de CS1 kreeg de International snel uitwisselbare wielen en aan het eind van de jaren dertig ook snel vervangbare haarspeld-klepveren. In 1933 werden zowel de voorvork als de versnellingsbak vernieuwd. Toen Sturmey-Archer in 1935 stopte met de productie van versnellingsbakken kocht Norton het ontwerp en liet de productie over aan Burman. In 1936 kreeg de machine een aluminium cilinder en cilinderkop, die voor klanten als optie leverbaar werden. De productie werd onderbroken bij het uitbreken van de Tweede Wereldoorlog.

### Militair gebruik
Het International Model 30 werd in 1940 ingezet als militaire motorfiets door de 56e (London) Infanteriedivisie van de Britse Army Reserve onder commando van kapitein Sir Malcolm Campbell als snelle escorte voor een eventuele evacuatie van de Koninklijke familie in geval van een Duitse inval.

## 1931-1939: Norton International Model 40
Het International Model 40 was de 350cc-versie van het Model 30, met een boring van 71 mm, een slag van 88 mm en een cilinderinhoud van 348,4 cc, dezelfde maten als de Norton CJ1. Verder was de machine identiek aan het 500cc-Model 30. Er is weinig over bekend, maar het vermogen moet in de jaren dertig rond de 25 pk hebben gelegen. In races was het Model 40 even succesvol als het Model 30.

### Ontwikkeling
In 1935 verongelukte Arthur Carroll, maar Joe Craig bracht in 1936 de ontwikkeling nog eens in een stroomversnelling. Hij rustte de fabrieksracers uit met plunjervering en een magnesium-carter, een aluminium-cilinderkop, een rem- en schakelset, een grotere benzinetank, open uitlaat, nieuwe versnellingsbak, BTH-racemagneet en andere nieuwe onderdelen.
In 1937 ging Craig nog een stap verder. Hij voorzag de fabrieksracers van een dubbele bovenliggende nokkenas. In 1938 werd de boring-slagverhouding aangepast om de motoren meer toeren te laten draaien zonder dat de zuigersnelheid te hoog werd. De 500cc-versie kreeg een boring van 82 mm en een slag van 94,3 mm, bij het 350cc-model werd dat 75,9 x 77 mm. Daardoor konden ook grotere kleppen worden gebruikt, samen met een grotere carburateur. De compressieverhouding werd verhoogd naar 11:1, veel te hoog voor de klopvastheid van de benzine uit die tijd. Daarom werd gereden met een mengsel van 50% benzine en 50% benzol. Dit alles bracht het vermogen van de 500cc-machine op 50 pk bij 6.500 toeren per minuut. Het frame leek nog steeds op het garden gate frame, maar had verstevigde en verlengde onderbuizen vanwege de montage van de plunjervering. Aan de voorkant was een telescoopvork gemonteerd, een tamelijk eenvoudig ontwerp met dubbele veren, maar zonder olie en dus ook zonder demping. Coureurs waren aanvankelijk niet enthousiast over de nieuwe vering, maar de rondentijden werden sneller door de beter verende voorvork, die een grotere dynamische aslastverplaatsing toeliet, waardoor er tijdens het remmen meer druk op het voorwiel kwam. Daardoor kon er harder worden geremd. Daarom werden er in het voorwiel ook nieuwe, conische remnaven van magnesium met koelribben en een luchthapper gemonteerd. In 1938 leverde de fabrieksracer van Harold Daniell al 52 pk. Hij won de Senior TT met een nieuw ronderecord van 91 mijl per uur. Dit record bleef twaalf jaar staan. Het werd pas tijdens de TT van 1950 door Geoff Duke verbeterd. In 1939 kreeg de cilinderkop nog eens grotere koelribben en werd er een carter van elektron toegepast.

## 1937-1939: Norton International Model 30 en Model 40 Manx Grand Prix
Een deel van de vernieuwingen aan de fabrieksracers konden vanaf 1937 ook door privérijders besteld worden. Die modellen kregen dan de namen Norton International Model 30 Manx Grand Prix en Norton International Model 40 Manx Grand Prix. Het waren dus machines voor amateurcoureurs en dat maakte de naam logisch: de Manx Grand Prix was de amateurversie van de Isle of Man TT. Deze modellen kregen het nieuwe frame met plunjervering, maar niet de telescoopvork. Afhankelijk van hoeveel geld men wilde spenderen konden klanten verder kiezen voor een megafoonuitlaat, conische remnaven, de "wrap around"-olietank met de vulhals aan de linkerkant en de speciale benzinetank met snelsluiting en een uitsparing aan de onderkant voor de Amal TT-carburateur. De speciale motorblokken kon men echter niet kopen.

### Raceresultaten
Carroll's motor debuteerde al in de North West 200 van 1930 (Ginger Wood werd derde), maar kwam pas in 1931 uit in de Isle of Man TT en het Europees kampioenschap wegrace. Vanaf dat moment reeg Norton de overwinningen aaneen, zowel in de TT van Man als in Europa. Percy "Tim" Hunt werd in 1931 de eerste coureur die op het eiland Man twee klassen in een week won en hij werd bovendien Europees 500cc-kampioen. In 1937 werd Jimmie Guthrie Europees kampioen 350- en 500 cc.

#### Isle of Man TT 1931-1939
| Jaar | Klasse    | Circuit         | 1e                        | 2e                       | 3e                        |
| ---- | --------- | --------------- | ------------------------- | ------------------------ | ------------------------- |
| 1931 | Senior TT | Mountain Course | Percy "Tim" Hunt, Norton  | Jimmie Guthrie, Norton   | Stanley Woods, Norton     |
| 1931 | Junior TT | Mountain Course | Percy "Tim" Hunt, Norton  | Jimmie Guthrie, Norton   | Ernie Nott, Rudge         |
| 1932 | Senior TT | Mountain Course | Stanley Woods, Norton     | Jimmie Guthrie, Norton   | Jimmie Simpson, Norton    |
| 1932 | Junior TT | Mountain Course | Stanley Woods, Norton     | Wal Handley, Rudge       | Henry Tyrell-Smith, Rudge |
| 1933 | Senior TT | Mountain Course | Stanley Woods, Norton     | Jimmie Simpson, Norton   | Percy "Tim" Hunt, Norton  |
| 1933 | Junior TT | Mountain Course | Stanley Woods, Norton     | Percy "Tim" Hunt, Norton | Jimmie Guthrie, Norton    |
| 1934 | Senior TT | Mountain Course | Jimmie Guthrie, Norton    | JImmie Simpson, Norton   | Walter Rusk, Velocette    |
| 1934 | Junior TT | Mountain Course | Jimmie Guthrie, Norton    | JImmie Simpson, Norton   | Ernie Nott, Husqvarna     |
| 1935 | Senior TT | Mountain Course | Stanley Woods, Moto Guzzi | Jimmie Guthrie, Norton   | Walter Rusk, Norton       |
| 1935 | Junior TT | Mountain Course | Jimmie Guthrie, Norton    | Walter Rusk, Norton      | John White, Norton        |
| 1936 | Senior TT | Mountain Course | Jimmie Guthrie, Norton    | Stanley Woods, Velocette | Freddie Frith, Norton     |
| 1936 | Junior TT | Mountain Course | Freddie Frith, Norton     | John White, Norton       | Ted Mellors, Velocette    |
| 1937 | Senior TT | Mountain Course | Freddie Frith, Norton     | Stanley Woods, Velocette | John White, Norton        |
| 1937 | Junior TT | Mountain Course | Jimmie Guthrie, Norton    | Freddie Frith, Norton    | John White, Norton        |
| 1938 | Senior TT | Mountain Course | Harold Daniell, Norton    | Stanley Woods, Velocette | Freddie Frith, Norton     |
| 1938 | Junior TT | Mountain Course | Stanley Woods, Velocette  | Ted Mellors, Velocette   | Freddie Frith, Norton     |
| 1939 | Senior TT | Mountain Course | Georg Meier, BMW          | Jock West, BMW           | Freddie Frith, Norton     |
| 1939 | Junior TT | Mountain Course | Stanley Woods, Velocette  | Harold Daniell, Norton   | Heiner Fleischmann, DKW   |

#### Europees kampioenschap 1931-1937
| Editie | Jaar | Wedstrijd                      | Circuit                      | Klasse | Kampioen                 |
| ------ | ---- | ------------------------------ | ---------------------------- | ------ | ------------------------ |
| 8.     | 1931 | 12e Grand Prix van Frankrijk   | Montlhéry                    | 350 cc | Ernie Nott, Rudge        |
| 8.     | 1931 | 12e Grand Prix van Frankrijk   | Montlhéry                    | 500 cc | Percy "Tim" Hunt, Norton |
| 9.     | 1932 | 11e Grand Prix des Nations     | Pista del Littorio, Rome     | 350 cc | Louis Jeannin, Jonghi    |
| 9.     | 1932 | 11e Grand Prix des Nations     | Pista del Littorio, Rome     | 500 cc | Piero Taruffi, Norton    |
| 10.    | 1933 | 9e Grand Prix van Zweden       | Saxtorp                      | 350 cc | Jimmie Simpson, Norton   |
| 10.    | 1933 | 9e Grand Prix van Zweden       | Saxtorp                      | 500 cc | Gunnar Kalén, Husqvarna  |
| 11.    | 1934 | 10e Dutch TT                   | Assen                        | 350 cc | Jimmie Simpson, Norton   |
| 11.    | 1934 | 10e Dutch TT                   | Assen                        | 500 cc | Pol Demeuter, FN         |
| 12.    | 1935 | 14e Ulster Grand Prix          | Clady Circuit, County Antrim | 350 cc | Wal Handley, Velocette   |
| 12.    | 1935 | 14e Ulster Grand Prix          | Clady Circuit, County Antrim | 500 cc | Jimmie Guthrie, Norton   |
| 13.    | 1936 | 11e Grand Prix van Duitsland   | Badberg-Viereck              | 350 cc | Freddie Frith, Norton    |
| 13.    | 1936 | 11e Grand Prix van Duitsland   | Badberg-Viereck              | 500 cc | Jimmie Guthrie, Norton   |
| 14.    | 1937 | 13e Grand Prix van Zwitserland | Bremgarten                   | 350 cc | Jimmie Guthrie, Norton   |
| 14.    | 1937 | 13e Grand Prix van Zwitserland | Bremgarten                   | 500 cc | Jimmie Guthrie, Norton   |

## 1947-1958: Norton International Model 30 en Model 40
Na de Tweede Wereldoorlog overkwam de Norton International hetzelfde als met de CS1 / CJ1 in de jaren dertig was gebeurd. Het model kwam wel terug, maar nu als sportieve straatmotorfiets, nu de racefuncties waren overgenomen door de Norton Manx. De Internationals kregen dezelfde styling als de Norton Dominator-serie, die in 1948 op de markt kwam, met plunjervering achter, Norton Roadholder-telescoopvork voor, elektrische verlichting en nog steeds het garden gate frame. (Ontwerper Bert Hopwood had zijn tweecilinder Dominator Model 7 om kosten te besparen in het frame van de Norton ES2 moeten hangen. Dat was weer afgeleid van het garden gate frame, maar met aansluitingen voor de montage van een zijspan). De grote wrap around-olietank met grote vulopening was vervangen door een veel kleiner exemplaar en er zat aan de rechterkant een driehoekig gereedschapskastje tussen de buizen van het achterframe.
In 1953 kregen de Internationals net als de Dominators het nieuwe featherbed frame met swingarm-achtervering en duozadel. Als sportmotor annex clubmanracer werd de concurrentie al snel te sterk, niet alleen qua vermogen, maar zeker ook qua prijs. In 1954 kostte een International Model 30 225 pond, 12 pond meer dan de tweecilinder Dominator Model 88 De Luxe, maar ook meer dan de 37pk-sterke BSA Gold Star BB34GS.
In 1957 kregen de International-modellen een laatste facelift, met verchroomde tankflanken, een nieuwe koplamp, aluminium remnaven en een ronde uitlaat (als vervanging van de "Schol"-dempers die de Dominators ook hadden). In 1958 stonden de Internationals al niet meer in de Norton-catalogus, maar liefhebbers konden ze wel nog bestellen. Na dat jaar eindigde de productie. Sportieve rijders konden vanaf dat jaar hun 500cc-Dominator 88 laten voorzien van de sterkere (36 pk) motor van de Norton Nomad 500.

### Afbeeldingen Norton International

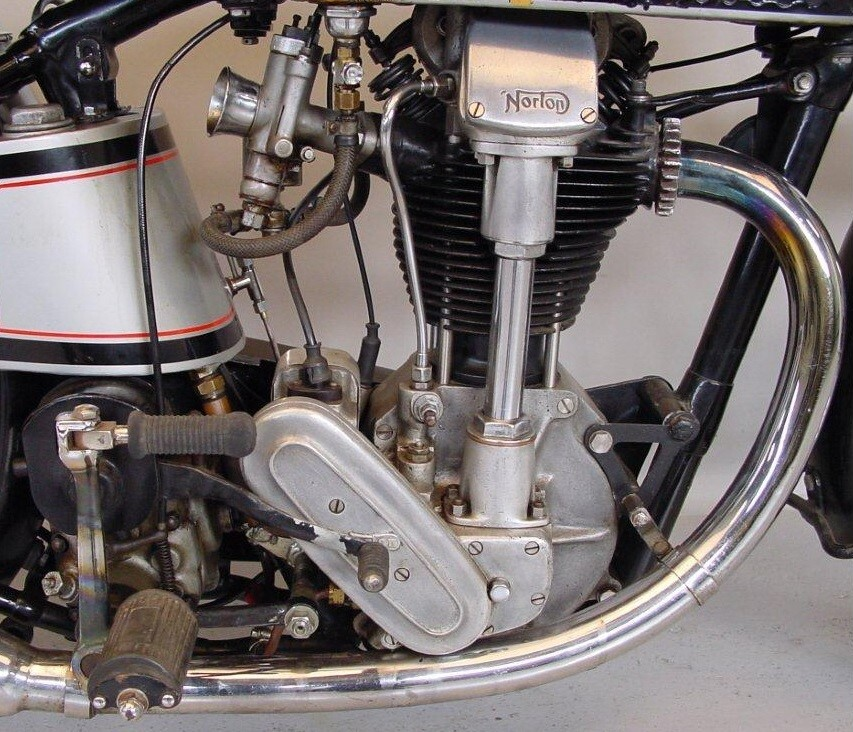
Kenmerkend voor de International-motor van Arthur Carroll: de ontstekingsmagneet wordt aan de rechterkant door de krukas aangedreven
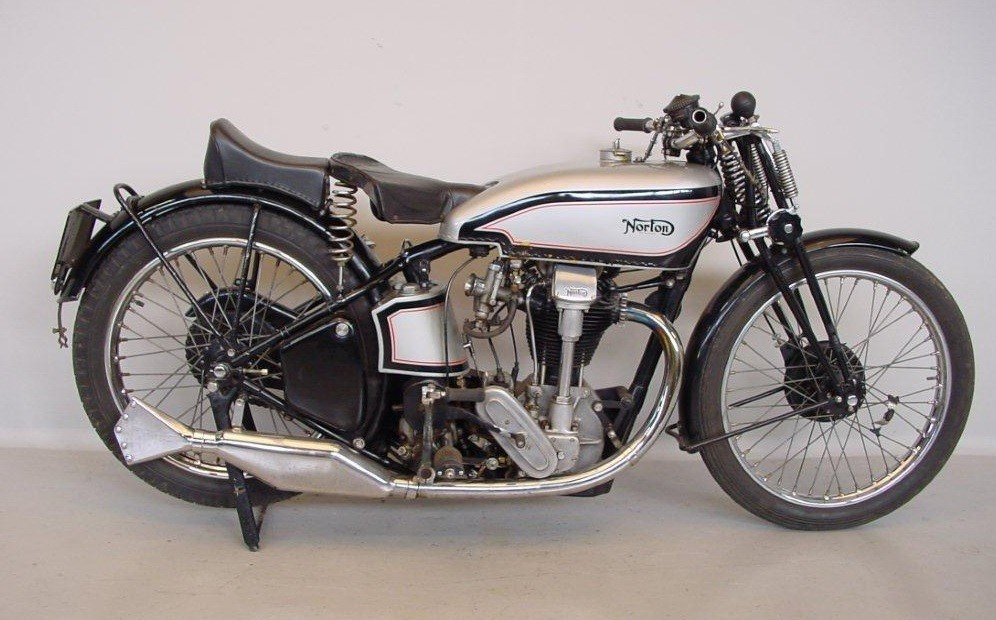
350cc-International Model 40 Manx Grand Prix, met megafoonuitlaat en plunjervering achter, maar nog een girdervork aan de voorkant.
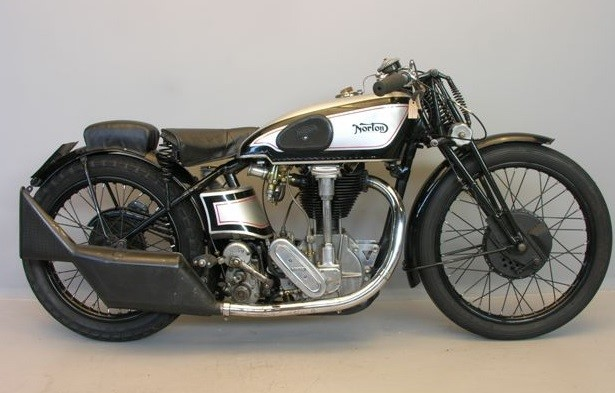
500cc-Norton International Model 30 uit 1934, een echter racer zonder kickstarter en met een Brooklands can-uitlaatdemper.
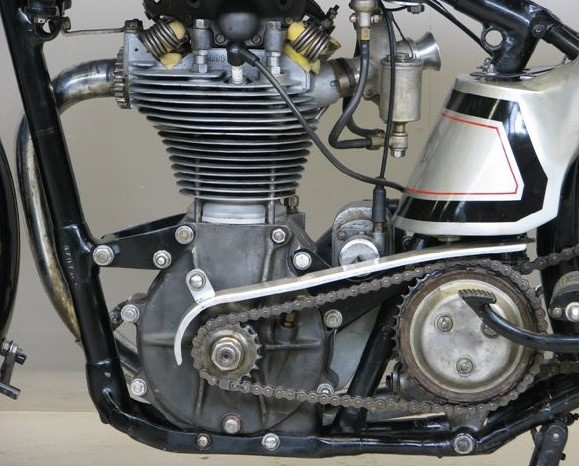
Primaire aandrijving van een Model 40 uit 1936. De rondlopende "wrap around"-olietank was typisch voor de racers. Bij de sportmodellen zat aan de linkerkant de accu.
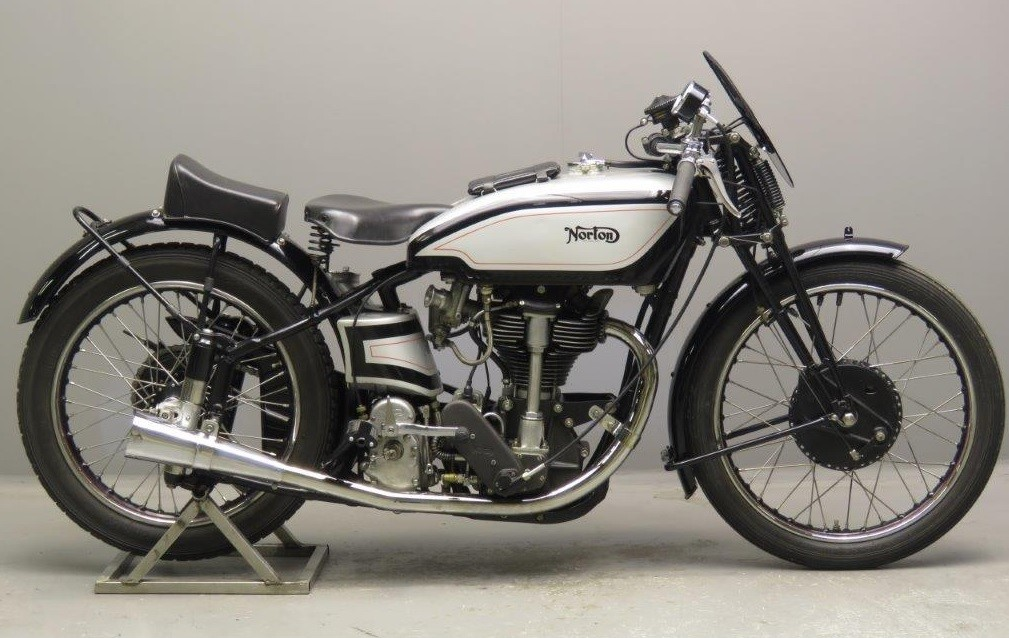
350cc-International Model 40 Manx Grand Prix, met megafoonuitlaat en plunjervering achter, maar nog een girdervork aan de voorkant.
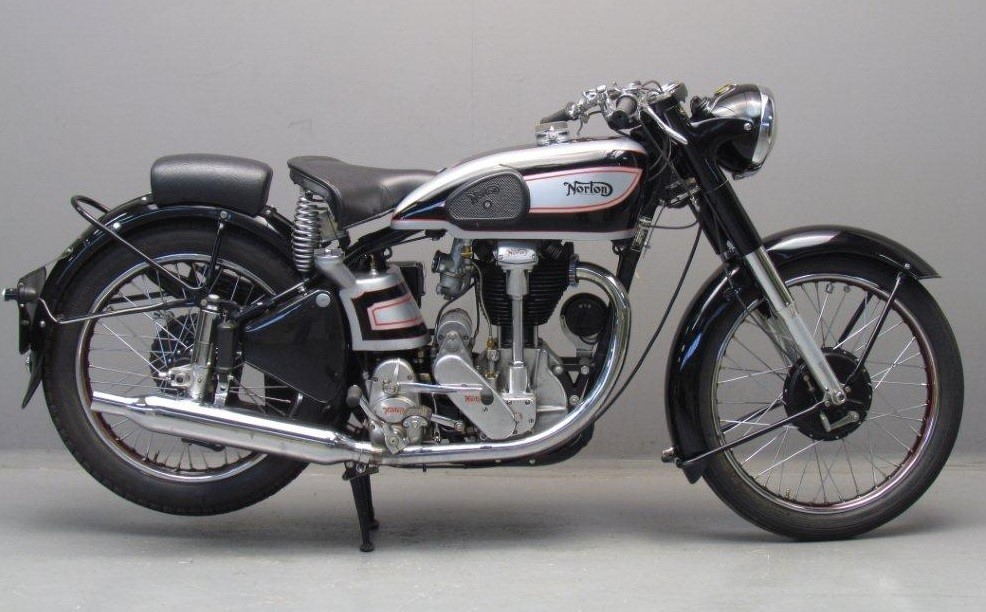
International Model 30 uit 1948, met dezelfde styling als...

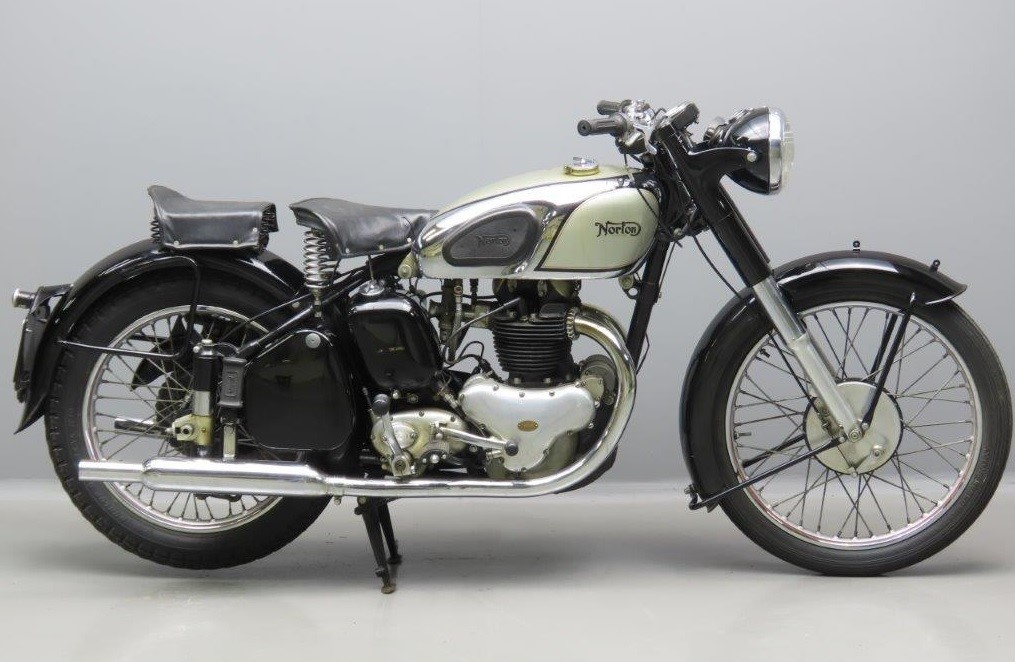
...de nieuwe tweecilinder Norton Dominator Model 7
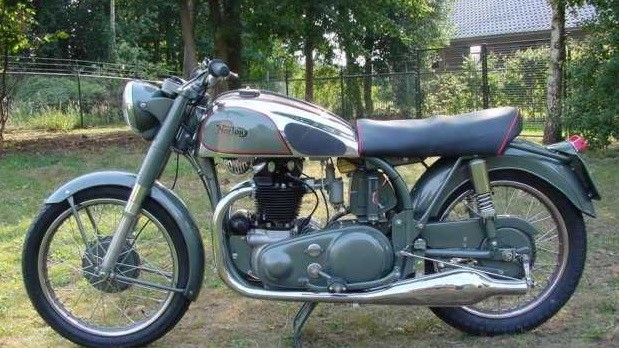
De Dominator 88 uit 1953 kreeg het nieuwe featherbed frame met swingarm-achtervering en duozadel.
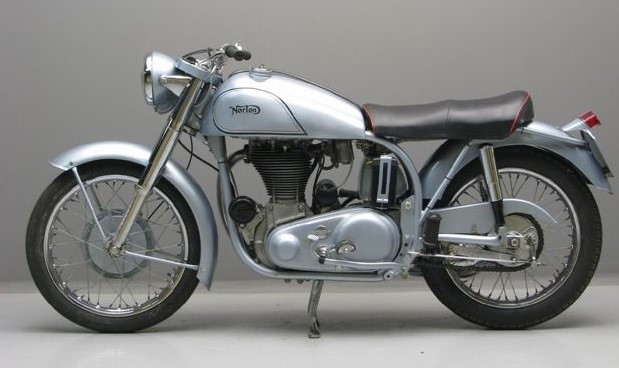
Het International Model 30 kreeg dezelfde uitrusting, maar was veel duurder.
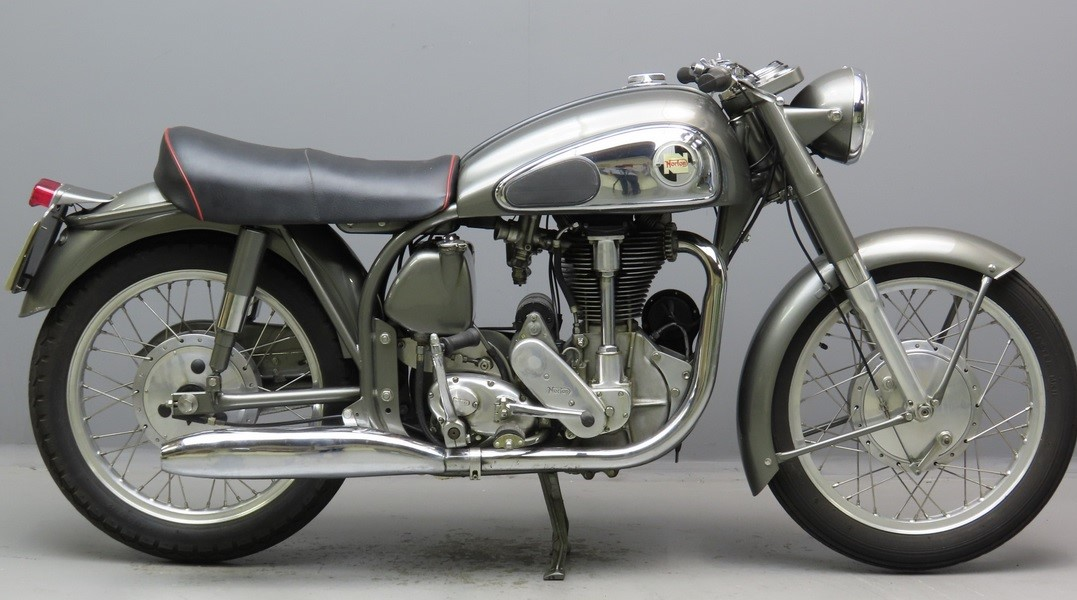
International Model 30 uit 1956.
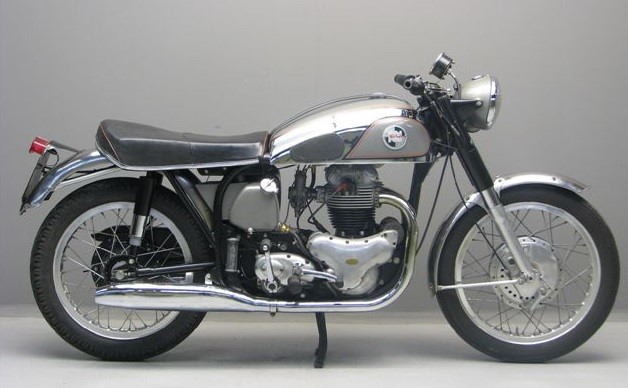
Dominator 88 uit 1956
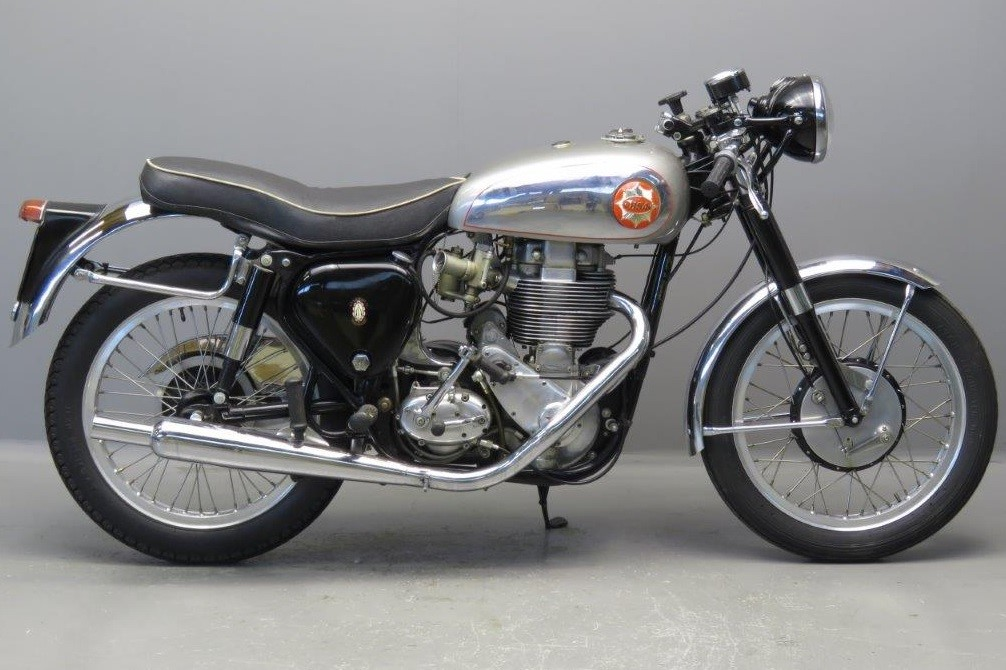
De populaire, goedkope(re) en snelle BSA Gold Star

## Technische gegevens 500 cc
| Norton                 | CS1                                                     | CS1                                                     | CS1                                                     |  | International Model 30              | International Model 30              | International Model 30              | International Model 30                                                        |  | International Model 30 Manx Grand Prix |
| ---------------------- | ------------------------------------------------------- | ------------------------------------------------------- | ------------------------------------------------------- |  | ----------------------------------- | ----------------------------------- | ----------------------------------- | ----------------------------------------------------------------------------- |  | -------------------------------------- |
| Periode                | 1927-1930                                               | 1929-1930                                               | 1931-1939                                               |  | 1931-1936                           | 1937-1939                           | 1931-1939                           | 1947-1958                                                                     |  | 1937-1939                              |
| Categorie              | Fabrieksracer                                           | Productieracer                                          | Sportmotor                                              |  | Fabrieksracer                       | Fabrieksracer                       | Productieracer                      | Sportmotor                                                                    |  | Productieracer                         |
| Motortype              | Koningsas-OHC                                           | Koningsas-OHC                                           | Koningsas-OHC                                           |  | Koningsas-OHC                       | Koningsas-DOHC                      | Koningsas-OHC                       | Koningsas-OHC                                                                 |  | Koningsas-OHC                          |
| Bouwwijze              | Dwarsgeplaatste staande eencilinder                     | Dwarsgeplaatste staande eencilinder                     | Dwarsgeplaatste staande eencilinder                     |  | Dwarsgeplaatste staande eencilinder | Dwarsgeplaatste staande eencilinder | Dwarsgeplaatste staande eencilinder | Dwarsgeplaatste staande eencilinder                                           |  | Dwarsgeplaatste staande eencilinder    |
| Koeling                | Lucht                                                   | Lucht                                                   | Lucht                                                   |  | Lucht                               | Lucht                               | Lucht                               | Lucht                                                                         |  | Lucht                                  |
| Boring                 | 79 mm                                                   | 79 mm                                                   | 79 mm                                                   |  | 79 mm                               | 82 mm                               | 79 mm                               | 79 mm                                                                         |  | 79 mm                                  |
| Slag                   | 100 mm                                                  | 100 mm                                                  | 100 mm                                                  |  | 100 mm                              | 94,3 mm                             | 100 mm                              | 100 mm                                                                        |  | 100 mm                                 |
| Cilinderinhoud         | 490,2 cc                                                | 490,2 cc                                                | 490,2 cc                                                |  | 490,2 cc                            | 498 cc                              | 490,2 cc                            | 490,2 cc                                                                      |  | 490,2 cc                               |
| Carburateur(s)         | Amal-TT                                                 | Amal-TT                                                 | Amal-TT                                                 |  | Amal TT                             | Amal TT                             | Amal TT                             | Amal TT                                                                       |  | Amal TT                                |
| Ontsteking             | Lucas-racemagneet                                       | Lucas-racemagneet                                       | Lucas-magdyno                                           |  | Lucas-racemagneet                   | BTH-racemagneet                     | Lucas-racemagneet                   | Lucas-magdyno                                                                 |  | Lucas-racemagneet                      |
| Smeersysteem           | Dry-sumpsysteem                                         | Dry-sumpsysteem                                         | Dry-sumpsysteem                                         |  | Dry-sumpsysteem                     | Dry-sumpsysteem                     | Dry-sumpsysteem                     | Dry-sumpsysteem                                                               |  | Dry-sumpsysteem                        |
| Compressieverhouding   | Onbekend                                                | Onbekend                                                | Onbekend                                                |  | Onbekend                            | 11:1                                | Onbekend                            | Onbekend                                                                      |  | Onbekend                               |
| Max. Vermogen          | 25 pk                                                   | 25 pk                                                   | 25 pk                                                   |  | 29 pk vanaf 1935: 35 à 38 pk        | 50 pk bij 6.500 tpm                 | 35 à 38 pk                          | 35 à 38 pk                                                                    |  | 35 à 38 pk                             |
| Topsnelheid            | Eerste modellen: 137 km/uur Latere modellen: 190 km/uur | Eerste modellen: 137 km/uur Latere modellen: 190 km/uur | Eerste modellen: 137 km/uur Latere modellen: 190 km/uur |  | 150 à 190 km/uur                    | 200 km/uur                          | 150 à 190 km/uur                    | 150 à 190 km/uur                                                              |  | 150 à 190 km/uur                       |
| Primaire aandrijving   | Ketting                                                 | Ketting                                                 | Ketting                                                 |  | Ketting                             | Ketting                             | Ketting                             | Ketting                                                                       |  | Ketting                                |
| Koppeling              | Meervoudige droge plaat                                 | Meervoudige droge plaat                                 | Meervoudige droge plaat                                 |  | Meervoudige droge plaat             | Meervoudige droge plaat             | Meervoudige droge plaat             | Meervoudige droge plaat                                                       |  | Meervoudige droge plaat                |
| Versnellingen          | 4                                                       | 4                                                       | 4                                                       |  | 4                                   | 4                                   | 4                                   | 4                                                                             |  | 4                                      |
| Secundaire aandrijving | Ketting                                                 | Ketting                                                 | Ketting                                                 |  | Ketting                             | Ketting                             | Ketting                             | Ketting                                                                       |  | Ketting                                |
| Rijwielgedeelte        | Semi-dubbel wiegframe (Garden gate)                     | Semi-dubbel wiegframe (Garden gate)                     | Semi-dubbel wiegframe (Garden gate)                     |  | Semi-dubbel wiegframe (Garden Gate) | Semi-dubbel wiegframe (Garden Gate) | Semi-dubbel wiegframe (Garden Gate) | Semi-dubbel wiegframe (Garden Gate) vanaf 1953: dubbel wiegframe (Featherbed) |  | Semi-dubbel wiegframe (Garden gate)    |
| Voorvork               | Girder                                                  | Girder                                                  | Girder                                                  |  | Girder                              | Telescoopvork                       | Girder                              | Telescoopvork (Norton Roadholder)                                             |  | Girder                                 |
| Achtervork             | Star                                                    | Star                                                    | Star                                                    |  | Star                                | Plunjervering                       | Star                                | Plunjervering, vanaf 1953: Swingarm                                           |  | Plunjervering                          |
| Voorrem                | Trommelrem                                              | Trommelrem                                              | Trommelrem                                              |  | Trommelrem                          | Trommelrem                          | Trommelrem                          | Trommelrem                                                                    |  | Trommelrem                             |
| Achterrem              | Trommelrem                                              | Trommelrem                                              | Trommelrem                                              |  | Trommelrem                          | Trommelrem                          | Trommelrem                          | Trommelrem                                                                    |  | Trommelrem                             |
| Wielbasis              | 1.391 mm                                                | 1.391 mm                                                | 1.391 mm                                                |  | 1.391 mm                            | Onbekend                            | 1.391 mm                            | 1.380 mm                                                                      |  | Onbekend                               |
| Tankinhoud             | 13,6 liter                                              | 13,6 liter                                              | 13,6 liter                                              |  | 17 liter                            | Onbekend                            | 17 liter                            | 17 liter                                                                      |  | Onbekend                               |
| Droog gewicht          | ca. 130 kg                                              | ca. 130 kg                                              | ca. 130 kg                                              |  | Onbekend                            | Onbekend                            | Onbekend                            | Onbekend                                                                      |  | Onbekend                               |
| Voorganger             | Model 18                                                | Model 18                                                | Model 18                                                |  | CS1                                 | CS1                                 | CS1                                 | CS1                                                                           |  | International Model 30                 |
| Opvolger               | International Model 30                                  | International Model 30                                  | International Model 30                                  |  | 30M Manx 500                        | 30M Manx 500                        | 30M Manx 500                        | Dominator Model 88 SS                                                         |  | 30M Manx 500                           |

## Technische gegevens 350 cc
| Norton                 | CJ1                                 | CJ1                                 | CJ1                                 |  | International Model 40              | International Model 40              | International Model 40              | International Model 40                                                        |  | International Model 40 Manx Grand Prix |
| ---------------------- | ----------------------------------- | ----------------------------------- | ----------------------------------- |  | ----------------------------------- | ----------------------------------- | ----------------------------------- | ----------------------------------------------------------------------------- |  | -------------------------------------- |
| Periode                | 1928-1930                           | 1929-1930                           | 1931-1939                           |  | 1931-1936                           | 1937-1939                           | 1931-1939                           | 1947-1958                                                                     |  | 1937-1939                              |
| Categorie              | Fabrieksracer                       | Productieracer                      | Sportmotor                          |  | Fabrieksracer                       | Fabrieksracer                       | Productieracer                      | Sportmotor                                                                    |  | Productieracer                         |
| Motortype              | Koningsas-OHC                       | Koningsas-OHC                       | Koningsas-OHC                       |  | Koningsas-OHC                       | Koningsas-DOHC                      | Koningsas-OHC                       | Koningsas-OHC                                                                 |  | Koningsas-OHC                          |
| Bouwwijze              | Dwarsgeplaatste staande eencilinder | Dwarsgeplaatste staande eencilinder | Dwarsgeplaatste staande eencilinder |  | Dwarsgeplaatste staande eencilinder | Dwarsgeplaatste staande eencilinder | Dwarsgeplaatste staande eencilinder | Dwarsgeplaatste staande eencilinder                                           |  | Dwarsgeplaatste staande eencilinder    |
| Koeling                | Lucht                               | Lucht                               | Lucht                               |  | Lucht                               | Lucht                               | Lucht                               | Lucht                                                                         |  | Lucht                                  |
| Boring                 | 71 mm                               | 71 mm                               | 71 mm                               |  | 71 mm                               | 75,9 mm                             | 71 mm                               | 71 mm                                                                         |  | 71 mm                                  |
| Slag                   | 88 mm                               | 88 mm                               | 88 mm                               |  | 88 mm                               | 77 mm                               | 88 mm                               | 88 mm                                                                         |  | 88 mm                                  |
| Cilinderinhoud         | 348,4 cc                            | 348,4 cc                            | 348,4 cc                            |  | 348,4 cc                            | 348,4 cc                            | 348,4 cc                            | 348,4 cc                                                                      |  | 348,4 cc                               |
| Carburateur(s)         | Amal-TT                             | Amal-TT                             | Amal-TT                             |  | Amal TT                             | Amal TT                             | Amal TT                             | Amal TT                                                                       |  | Amal TT                                |
| Ontsteking             | Lucas-racemagneet                   | Lucas-racemagneet                   | Lucas-magdyno                       |  | Lucas-racemagneet                   | BTH-racemagneet                     | Lucas-racemagneet                   | Lucas-magdyno                                                                 |  | Lucas-racemagneet                      |
| Smeersysteem           | Dry-sumpsysteem                     | Dry-sumpsysteem                     | Dry-sumpsysteem                     |  | Dry-sumpsysteem                     | Dry-sumpsysteem                     | Dry-sumpsysteem                     | Dry-sumpsysteem                                                               |  | Dry-sumpsysteem                        |
| Compressieverhouding   | Onbekend                            | Onbekend                            | Onbekend                            |  | Onbekend                            | 11:1                                | Onbekend                            | Onbekend                                                                      |  | Onbekend                               |
| Max. Vermogen          | Onbekend                            | Onbekend                            | Onbekend                            |  | Onbekend                            | Onbekend                            | Onbekend                            | Onbekend                                                                      |  | Onbekend                               |
| Topsnelheid            | Onbekend                            | Onbekend                            | Onbekend                            |  | Onbekend                            | Onbekend                            | Onbekend                            | Onbekend                                                                      |  | Onbekend                               |
| Primaire aandrijving   | Ketting                             | Ketting                             | Ketting                             |  | Ketting                             | Ketting                             | Ketting                             | Ketting                                                                       |  | Ketting                                |
| Koppeling              | Meervoudige droge plaat             | Meervoudige droge plaat             | Meervoudige droge plaat             |  | Meervoudige droge plaat             | Meervoudige droge plaat             | Meervoudige droge plaat             | Meervoudige droge plaat                                                       |  | Meervoudige droge plaat                |
| Versnellingen          | 4                                   | 4                                   | 4                                   |  | 4                                   | 4                                   | 4                                   | 4                                                                             |  | 4                                      |
| Secundaire aandrijving | Ketting                             | Ketting                             | Ketting                             |  | Ketting                             | Ketting                             | Ketting                             | Ketting                                                                       |  | Ketting                                |
| Rijwielgedeelte        | Semi-dubbel wiegframe (Garden gate) | Semi-dubbel wiegframe (Garden gate) | Semi-dubbel wiegframe (Garden gate) |  | Semi-dubbel wiegframe (Garden Gate) | Semi-dubbel wiegframe (Garden Gate) | Semi-dubbel wiegframe (Garden Gate) | Semi-dubbel wiegframe (Garden Gate) vanaf 1953: dubbel wiegframe (Featherbed) |  | Semi-dubbel wiegframe (Garden gate)    |
| Voorvork               | Girder                              | Girder                              | Girder                              |  | Girder                              | Telescoopvork                       | Girder                              | Telescoopvork (Norton Roadholder)                                             |  | Girder                                 |
| Achtervork             | Star                                | Star                                | Star                                |  | Star                                | Plunjervering                       | Star                                | Plunjervering, vanaf 1953: Swingarm                                           |  | Plunjervering                          |
| Voorrem                | Trommelrem                          | Trommelrem                          | Trommelrem                          |  | Trommelrem                          | Trommelrem                          | Trommelrem                          | Trommelrem                                                                    |  | Trommelrem                             |
| Achterrem              | Trommelrem                          | Trommelrem                          | Trommelrem                          |  | Trommelrem                          | Trommelrem                          | Trommelrem                          | Trommelrem                                                                    |  | Trommelrem                             |
| Wielbasis              | 1.391 mm                            | 1.391 mm                            | 1.391 mm                            |  | 1.391 mm                            | Onbekend                            | 1.391 mm                            | 1.380 mm                                                                      |  | Onbekend                               |
| Tankinhoud             | 13,6 liter                          | 13,6 liter                          | 13,6 liter                          |  | 17 liter                            | Onbekend                            | 17 liter                            | 17 liter                                                                      |  | Onbekend                               |
| Droog gewicht          | ca. 130 kg                          | ca. 130 kg                          | ca. 130 kg                          |  | Onbekend                            | Onbekend                            | Onbekend                            | Onbekend                                                                      |  | Onbekend                               |
| Voorganger             | Geen                                | Geen                                | Geen                                |  | CJ1                                 | CJ1                                 | CJ1                                 | CJ1                                                                           |  | International Model 40                 |
| Opvolger               | International Model 40              | International Model 40              | International Model 40              |  | 40M Manx 350                        | 40M Manx 350                        | 40M Manx 350                        | Geen                                                                          |  | 40M Manx 350                           |

## Modellen tijdlijn
| 1920-1929                        | 1920-1929                        | 1920-1929                        | 1920-1929                        | 1920-1929                        | 1920-1929                        | 1920-1929                        | 1920-1929                        | 1920-1929                        | 1920-1929                      | 1930-1939                      | 1930-1939              | 1930-1939              | 1930-1939              | 1930-1939              | 1930-1939              | 1930-1939              | 1930-1939              | 1930-1939              | 1930-1939              | 1940-1949 | 1940-1949 | 1940-1949 | 1940-1949 | 1940-1949 | 1940-1949 | 1940-1949      | 1940-1949              | 1940-1949              | 1940-1949              | 1950-1959              | 1950-1959              | 1950-1959              | 1950-1959              | 1950-1959              | 1950-1959              | 1950-1959              | 1950-1959              | 1950-1959              | 1950-1959      |
| -------------------------------- | -------------------------------- | -------------------------------- | -------------------------------- | -------------------------------- | -------------------------------- | -------------------------------- | -------------------------------- | -------------------------------- | ------------------------------ | ------------------------------ | ---------------------- | ---------------------- | ---------------------- | ---------------------- | ---------------------- | ---------------------- | ---------------------- | ---------------------- | ---------------------- | --------- | --------- | --------- | --------- | --------- | --------- | -------------- | ---------------------- | ---------------------- | ---------------------- | ---------------------- | ---------------------- | ---------------------- | ---------------------- | ---------------------- | ---------------------- | ---------------------- | ---------------------- | ---------------------- | -------------- |
| 0                                | 1                                | 2                                | 3                                | 4                                | 5                                | 6                                | 7                                | 8                                | 9                              | 0                              | 1                      | 2                      | 3                      | 4                      | 5                      | 6                      | 7                      | 8                      | 9                      | 0         | 1         | 2         | 3         | 4         | 5         | 6              | 7                      | 8                      | 9                      | 0                      | 1                      | 2                      | 3                      | 4                      | 5                      | 6                      | 7                      | 8                      | 9              |
|                                  |                                  |                                  |                                  |                                  |                                  |                                  |                                  |                                  |                                |                                | CJ1                    | CJ1                    | CJ1                    | CJ1                    | CJ1                    | CJ1                    | CJ1                    | CJ1                    | CJ1                    |           |           |           |           |           |           |                | International Model 40 | International Model 40 | International Model 40 | International Model 40 | International Model 40 | International Model 40 | International Model 40 | International Model 40 | International Model 40 | International Model 40 | International Model 40 | International Model 40 |                |
|                                  |                                  |                                  |                                  |                                  |                                  |                                  |                                  |                                  | CJ1                            | CJ1                            | International Model 40 | International Model 40 | International Model 40 | International Model 40 | International Model 40 | International Model 40 | International Model 40 | International Model 40 | International Model 40 |           |           |           |           |           |           | 40M Manx 350 → | 40M Manx 350 →         | 40M Manx 350 →         | 40M Manx 350 →         | 40M Manx 350 →         | 40M Manx 350 →         | 40M Manx 350 →         | 40M Manx 350 →         | 40M Manx 350 →         | 40M Manx 350 →         | 40M Manx 350 →         | 40M Manx 350 →         | 40M Manx 350 →         | 40M Manx 350 → |
|                                  |                                  |                                  |                                  |                                  |                                  |                                  |                                  | CJ1                              | CJ1                            | CJ1                            | International Model 40 | International Model 40 | International Model 40 | International Model 40 | International Model 40 | International Model 40 | International Model 40 | International Model 40 | International Model 40 |           |           |           |           |           |           | 40M Manx 350 → | 40M Manx 350 →         | 40M Manx 350 →         | 40M Manx 350 →         | 40M Manx 350 →         | 40M Manx 350 →         | 40M Manx 350 →         | 40M Manx 350 →         | 40M Manx 350 →         | 40M Manx 350 →         | 40M Manx 350 →         | 40M Manx 350 →         | 40M Manx 350 →         | 40M Manx 350 → |
|                                  |                                  |                                  | Model 18 / 20 / ES2 / Model 22   | Model 18 / 20 / ES2 / Model 22   | Model 18 / 20 / ES2 / Model 22   | Model 18 / 20 / ES2 / Model 22   | Model 18 / 20 / ES2 / Model 22   | Model 18 / 20 / ES2 / Model 22   | Model 18 / 20 / ES2 / Model 22 | Model 18 / 20 / ES2 / Model 22 | CS1                    | CS1                    | CS1                    | CS1                    | CS1                    | CS1                    | CS1                    | CS1                    | CS1                    |           |           |           |           |           |           |                | International Model 30 | International Model 30 | International Model 30 | International Model 30 | International Model 30 | International Model 30 | International Model 30 | International Model 30 | International Model 30 | International Model 30 | International Model 30 | International Model 30 |                |
| ← Model 7 BS / 16H BS / Model 21 | ← Model 7 BS / 16H BS / Model 21 | ← Model 7 BS / 16H BS / Model 21 | ← Model 7 BS / 16H BS / Model 21 | ← Model 7 BS / 16H BS / Model 21 | ← Model 7 BS / 16H BS / Model 21 | ← Model 7 BS / 16H BS / Model 21 | ← Model 7 BS / 16H BS / Model 21 | ← Model 7 BS / 16H BS / Model 21 | CS1                            | CS1                            | International Model 30 | International Model 30 | International Model 30 | International Model 30 | International Model 30 | International Model 30 | International Model 30 | International Model 30 | International Model 30 |           |           |           |           |           |           | 30M Manx 500 → | 30M Manx 500 →         | 30M Manx 500 →         | 30M Manx 500 →         | 30M Manx 500 →         | 30M Manx 500 →         | 30M Manx 500 →         | 30M Manx 500 →         | 30M Manx 500 →         | 30M Manx 500 →         | 30M Manx 500 →         | 30M Manx 500 →         | 30M Manx 500 →         | 30M Manx 500 → |
|                                  |                                  |                                  | Model 18 racer                   | Model 18 racer                   | Model 18 racer                   | Model 18 racer                   | CS1                              | CS1                              | CS1                            | CS1                            | International Model 30 | International Model 30 | International Model 30 | International Model 30 | International Model 30 | International Model 30 | International Model 30 | International Model 30 | International Model 30 |           |           |           |           |           |           | 30M Manx 500 → | 30M Manx 500 →         | 30M Manx 500 →         | 30M Manx 500 →         | 30M Manx 500 →         | 30M Manx 500 →         | 30M Manx 500 →         | 30M Manx 500 →         | 30M Manx 500 →         | 30M Manx 500 →         | 30M Manx 500 →         | 30M Manx 500 →         | 30M Manx 500 →         | 30M Manx 500 → |
|                                  |                                  |                                  |                                  |                                  |                                  |                                  |                                  |                                  |                                |                                |                        |                        |                        |                        |                        |                        |                        |                        |                        |           |           |           |           |           |           |                |                        |                        |                        |                        |                        |                        |                        |                        |                        |                        |                        |                        |                |
|                                  | = voorganger                     |                                  |                                  |                                  |                                  |                                  |                                  |                                  |                                |                                |                        |                        |                        |                        |                        |                        |                        |                        |                        |           |           |           |           |           |           |                |                        |                        |                        |                        |                        |                        |                        |                        |                        |                        |                        |                        |                |
|                                  | = 350cc-sportmotor               |                                  |                                  |                                  |                                  |                                  |                                  |                                  |                                |                                |                        |                        |                        |                        |                        |                        |                        |                        |                        |           |           |           |           |           |           |                |                        |                        |                        |                        |                        |                        |                        |                        |                        |                        |                        |                        |                |
|                                  | = 350cc-productieracer           |                                  |                                  |                                  |                                  |                                  |                                  |                                  |                                |                                |                        |                        |                        |                        |                        |                        |                        |                        |                        |           |           |           |           |           |           |                |                        |                        |                        |                        |                        |                        |                        |                        |                        |                        |                        |                        |                |
|                                  | = 350cc-fabrieksracer            |                                  |                                  |                                  |                                  |                                  |                                  |                                  |                                |                                |                        |                        |                        |                        |                        |                        |                        |                        |                        |           |           |           |           |           |           |                |                        |                        |                        |                        |                        |                        |                        |                        |                        |                        |                        |                        |                |
|                                  | = 500cc-sportmotor               |                                  |                                  |                                  |                                  |                                  |                                  |                                  |                                |                                |                        |                        |                        |                        |                        |                        |                        |                        |                        |           |           |           |           |           |           |                |                        |                        |                        |                        |                        |                        |                        |                        |                        |                        |                        |                        |                |
|                                  | = 500cc-productieracer           |                                  |                                  |                                  |                                  |                                  |                                  |                                  |                                |                                |                        |                        |                        |                        |                        |                        |                        |                        |                        |           |           |           |           |           |           |                |                        |                        |                        |                        |                        |                        |                        |                        |                        |                        |                        |                        |                |
|                                  | = 500cc-fabrieksracer            |                                  |                                  |                                  |                                  |                                  |                                  |                                  |                                |                                |                        |                        |                        |                        |                        |                        |                        |                        |                        |           |           |           |           |           |           |                |                        |                        |                        |                        |                        |                        |                        |                        |                        |                        |                        |                        |                |
|                                  | = opvolger                       |                                  |                                  |                                  |                                  |                                  |                                  |                                  |                                |                                |                        |                        |                        |                        |                        |                        |                        |                        |                        |           |           |           |           |           |           |                |                        |                        |                        |                        |                        |                        |                        |                        |                        |                        |                        |                        |                |

## Trivia

### George Formby's Norton International
Komiek en acteur George Formby bezocht in juli 1947 de Norton-fabriek aan Bracebridge Street in Birmingham. Bij die gelegenheid werd hem een Norton International aangeboden. Formby had in 1935 de komische film No Limit gemaakt, die over de Isle of Man TT ging. Deze motorfiets werd in 2007 geveild voor 30.582 pond.